# Kanton Modane
Der Kanton Modane ist seit 1860 ein französischer Wahlkreis im Département Savoie in der Region Auvergne-Rhône-Alpes. Er umfasst 16 Gemeinden im Arrondissement Saint-Jean-de-Maurienne und hat seinen Hauptort (frz.: bureau centralisateur) in Modane. Im Rahmen der landesweiten Neuordnung der Kantone 2015 vergrößerte er sich und nahm die Gemeinden des aufgelösten Kantons Saint-Michel-de-Maurienne auf.

## Gemeinden
Der Kanton besteht aus 16 Gemeinden mit insgesamt 13.834 Einwohnern (Stand: 2022) auf einer Gesamtfläche von 1.171,25 km²:
| Gemeinde                  | Einwohner 1. Januar 2022 | Fläche km² | Dichte Einw./km² | Code INSEE | Postleitzahl |
| ------------------------- | ------------------------ | ---------- | ---------------- | ---------- | ------------ |
| Aussois                   | 682                      | 41,94      | 16               | 73023      | 73500        |
| Avrieux                   | 394                      | 37,85      | 10               | 73026      | 73500        |
| Bessans                   | 352                      | 128,08     | 3                | 73040      | 73480        |
| Bonneval-sur-Arc          | 270                      | 82,72      | 3                | 73047      | 73480        |
| Fourneaux                 | 701                      | 5,04       | 139              | 73117      | 73500        |
| Freney                    | 107                      | 11,13      | 10               | 73119      | 73500        |
| Modane                    | 2.879                    | 71,04      | 41               | 73157      | 73500        |
| Orelle                    | 321                      | 69,25      | 5                | 73194      | 73140        |
| Saint-André               | 447                      | 30,84      | 14               | 73223      | 73500        |
| Saint-Martin-d’Arc        | 302                      | 4,93       | 61               | 73256      | 73140        |
| Saint-Martin-de-la-Porte  | 692                      | 19,25      | 36               | 73258      | 73140        |
| Saint-Michel-de-Maurienne | 2.432                    | 36,31      | 67               | 73261      | 73140        |
| Val-Cenis                 | 2.092                    | 408,05     | 5                | 73290      | 73500        |
| Valloire                  | 1.074                    | 137,48     | 8                | 73306      | 73450        |
| Valmeinier                | 578                      | 54,26      | 11               | 73307      | 73450        |
| Villarodin-Bourget        | 511                      | 33,08      | 15               | 73322      | 73500        |
| Kanton Modane             | 13.834                   | 1.171,25   | 12               | 7310       | –            |

Bis zur Neuordnung gehörten zum Kanton Modane die 7 Gemeinden Aussois, Avrieux, Fourneaux, Freney, Modane, Saint-André und Villarodin-Bourget. Sein Zuschnitt entsprach einer Fläche von 230,92 km2. Er besaß vor 2015 einen anderen INSEE-Code als heute, nämlich 7317.

## Veränderungen im Gemeindebestand seit der landesweiten Neuordnung der Kantone
2017: Fusion Bramans, Lanslebourg-Mont-Cenis, Lanslevillard, Sollières-Sardières und Termignon → Val-Cenis

## Politik
| Vertreter im Départementsrat | Vertreter im Départementsrat  | Vertreter im Départementsrat |
| Amtszeit                     | Namen                         | Partei                       |
| ---------------------------- | ----------------------------- | ---------------------------- |
| 2001–2015                    | Xavier Lett                   | PS                           |
| 2015–                        | Christian Grange Rozenn Harsa | –                            |